# مقياس الزمن

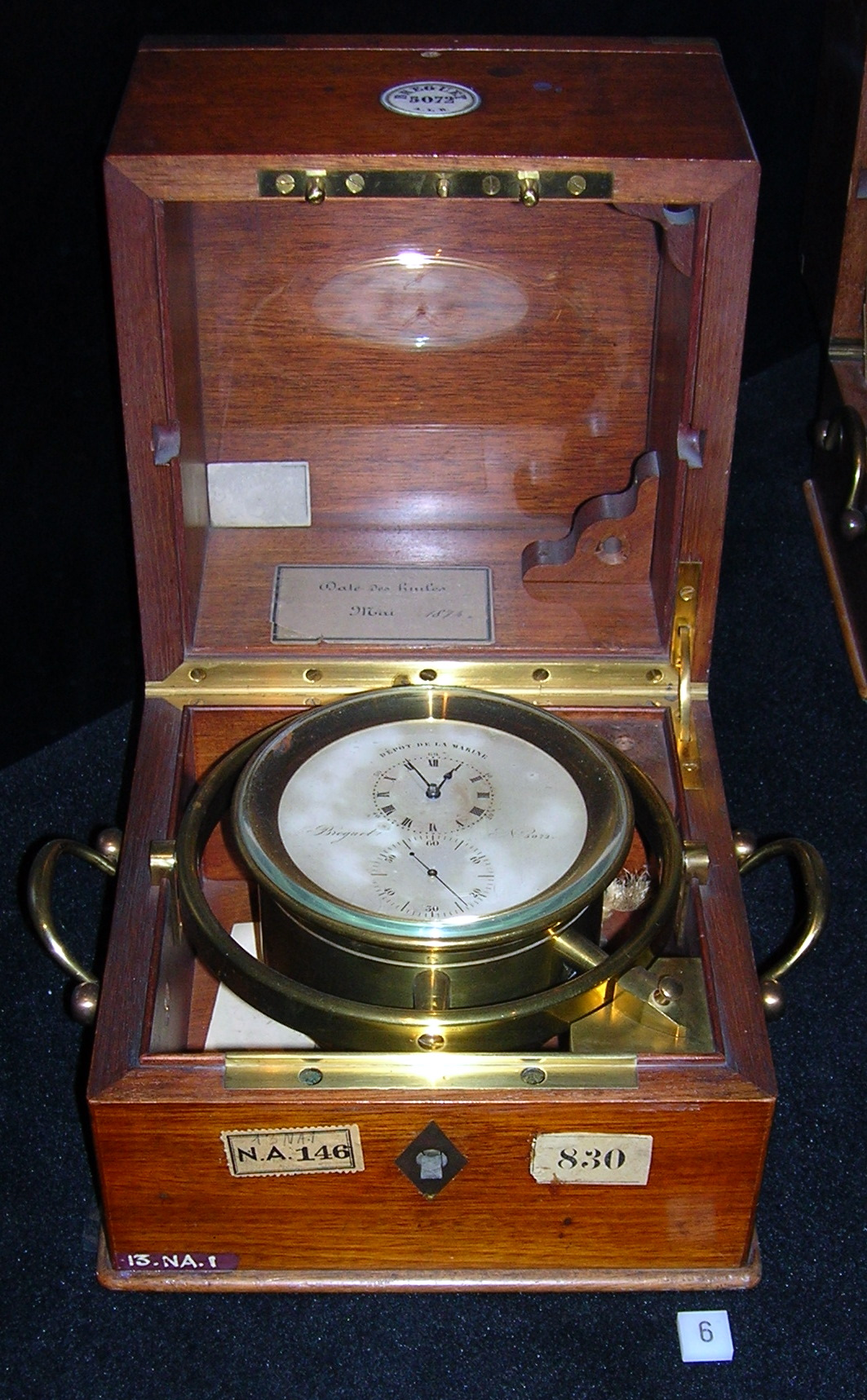
مقياس الزمن البحري من النوع "بريجيه"

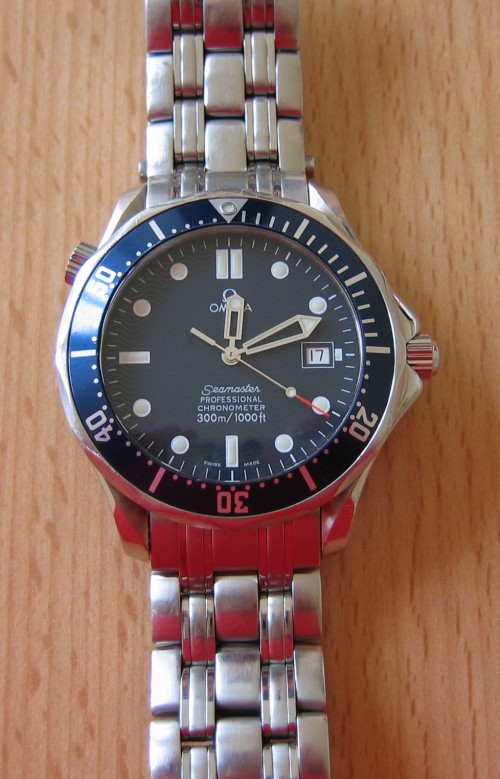
كرونومتر حديث له شهادة COSC

مقياس الزمن أو الكرونومتر أو الساعة الدقيقة أو المِيقَتة أو الوَقَّاتة أو الميقاتية أو الميقات أو المزمان (بالإنجليزية: Chronometer)‏ هو نوع من الساعات الدقيقة جدًّا التي تستخدم في البحرية ويستخدمها أيضا الطيارون.
رغم أن قدرة الساعات التي ظهرت في القرن الثامن عشر أصبحت دقيقة تدريجياً، فقد اعترضتها مشاكل كثير عند استخدامها في البحار بنوع خاص. فأعلنت الحكومة البريطانية عن جائزة مالية بقيمة 20000 جنيه إسترليني لأول من يخترع طريقة حديثة لضبط الوقت بشكل أفضل.
أشهر من تقدَّم لنيل المكافأة كان جون هاريسون الذي ولد عام 1693 وتوفي عام 1776، وقد صنع ساعات يوركشير. فكان اختراعه لبندول المشواة الحديدية من الفولاذ والنحاس، لضبط عمليات التمدد والتقلُّص ومحاولة الاحتفاظ بطول ثابت للبندول.
فكانت أداته لحساب الوقت في البحار التي عرفت باسم «هـ 1». وسعى مباشرة إلى صناعة «هـ 2» التي تميزت بدقة أفضل.. لكنه لم يستطع الحصول على كامل الجائزة.
فصنع هاريسون «هـ 3» وهي ساعة جديدة أكثر دقة. لكنه لم يقتنع بدرجة الدقة التي تحققت. فتعاون مع ابنه في صناعة «هـ 4» التي تميزت بصغر الحجم وزيادة درجة الدقة.
فكان الكرونومتر الأول الذي بلغ حجمه حجم المنبه العادي. وبعد تجريبه كان الخطأ 15 ثانية على رحلة بحرية من أوروبا إلى جزر الهند الغربية، أي على مدى خمسة أشهر. فمنح هاريسون كامل مبلغ المكافأة. وبعد ذلك انتشر استعمال الكرونومتر في القرن التاسع عشر.

## اختبار الكرونومتر في سويسرا
تعتبر ساعة بأنها «كرونومتر» بعد ان يتم فحصها في «المختبر السويسري للكرونومترات» طبقا للنطام العياري الدولي إيزو 3159 . بعد اختبار الساعة ويتحقق المختبر من أحقيتها في شهادة كرونومتر COSC فيحق للمصنع أن يكتب عليها «كرونومتر»، وتعطى شهاد «كوسك» تشهد على دقتها.